# Asterion (anatomia)
L'asterion è un punto craniometrico individuabile osservando la regione posteriore della norma cranica laterale. Nasce dal punto di unione delle tre suture del cranio che si vengono a creare tra osso temporale, osso parietale e osso occipitale, precisamente la sutura lambdoidea, la sutura parieto-mastoidea e la sutura occipito-mastoidea. Nell'adulto, si trova 4 centimetri dietro e 12 millimenti sopra il centro dell'ingresso del condotto uditivo esterno.

## Significato clinico
In neurochirurgia viene spesso utilizzato in alcuni interventi per pianificare un sicuro accesso al cranio del paziente, come l'approccio retro-sigmoideo.